# Giovanni Martinez
Giovanni Martinez (Genova, 1793 – Genova, 10 luglio 1876) è stato un filantropo italiano.

## Biografia
Il barone Giovanni Martinez nacque a Genova nel 1793 da famiglia di origine siciliana. Ereditò una grande ricchezza, consistente in immobili (in Genova abitava a turno in quattro differenti case) e in terreni nel Genovesato, in Piemonte e in Sicilia.
Personalità singolare di gentiluomo, dall'aspetto severo e schivo, molto parsimonioso, era però animato da profonda fede e carità nascoste, rivelatesi solo al momento della morte.
Dopo un'intera vita vissuta da celibe, senza figli, ritirato e lontano dalla vita sociale, con testamento del maggio 1875 a favore del suo nipote destinò tuttavia gran parte dei suoi beni in beneficenza, annoverandosi così fra i più generosi filantropi genovesi.
Donò il proprio palazzo di Pegli, con annesso terreno più centomila lire, per l'edificazione dell'Ospedale dei Poveri del Comune di Pegli-Prà (ospedale oggi Poliambulatorio). Inoltre stabilì che suo nipote ed erede non avrebbe avuto alcun diritto di prendere possesso delle monete, biglietti di banca e cedole contenute nelle casse, tavoli, armadi e comò delle sue abitazioni. Il valore di quanto rinvenuto ammontava a 1.400.000 lire, salite poi per gli interessi nel frattempo maturati a circa 2 milioni.
Il barone Martinez stabilì, infine, che detta somma fosse impegnata da persone da lui stesso designate per opere di beneficenza di loro scelta.
Morto Giovanni Martinez a 83 anni, nel luglio 1876, vinta una lunga causa civile contro il nipote che aveva impugnato il testamento, gli esecutori testamentari utilizzarono il lascito per la realizzazione di un'Opera Pia che ospitasse, come indicato dal barone stesso, "persone povere d'ambo i sessi, d'avanzata età, di buoni costumi ed inabili al lavoro".
Così nel luglio 1892 fu solennemente inaugurato, nel comune genovese di San Fruttuoso presso la chiesa dedicata al santo, il Pio Ricovero Martinez.
Questo ricovero è stato ammodernato a fine anni '90 del secolo scorso, divenendo "Pio Istituto Martinez", in modo da renderlo adeguato alle attuali esigenze per ospitalità d'una Residenza Protetta.
A Giovanni Martinez è stata intitolata la principale piazza di San Fruttuoso, oggi quartiere di Genova al di là della barriera ferroviaria, nella piana alluvionale del Bisagno.